# Dubbelkoppige adelaar

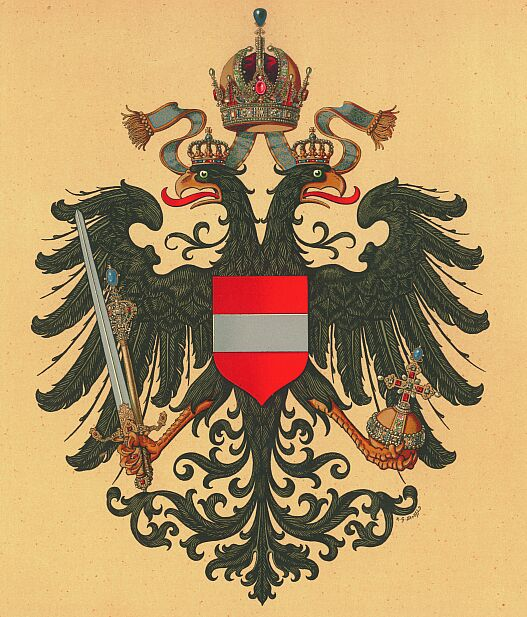
Wapen van de Oostenrijkse keizer

Een dubbelkoppige adelaar of dubbele adelaar (soms wordt dit als minder correct gezien) (Frans: aigle éployée of aigle à deux têtes) is een heraldische adelaar met twee koppen.
In de (latere) wapens van het Heilige Roomse Rijk der Duitse Natie, het Keizerrijk Duitsland, het Keizerrijk Oostenrijk, het Keizerrijk Rusland en ook in Albanië, Servië en Montenegro komen deze adelaars voor. Ook steden en families dragen, soms als een bijzonder keizerlijk eerbewijs, een dergelijke adelaar.
Keizer Sigismund van het Heilige Roomse Rijk nam in 1433 een dubbelkoppige adelaar in zijn wapen op. Hij volgde daarmee het Byzantijnse voorbeeld. Hij legde vast dat de "Roomse koning" (de nog niet gekroonde maar wel gekozen keizer) een adelaar met één kop in zijn wapen plaatst. Pas na de kroning in Aken of Frankfurt am Main kreeg de adelaar twee koppen.
Plaatsen met een dubbelkoppige adelaar in het wapen zijn onder meer: Buttinge, Nijmegen, Arnhem, Sint-Truiden en Groningen.